# Test Dept
Test Dept (ou Test Dept : Redux) est un groupe briannique de musique industrielle, originaire de New Cross, Londres, en Angleterre.

## Histoire
Leur discographie couvre une grande variété d'influences et de styles, y compris une collaboration avec le South Wales Striking Miners Choir en soutien à la grève des mineurs de 1984. Ils se sont particulièrement distingués par la complexité et la puissance de leurs percussions, ainsi que par leurs prestations scéniques très énergiques. Comme le groupe allemand Einstürzende Neubauten, une autre signature du label Some Bizzare avec laquelle ils sont souvent comparés, Test Dept utilise des instruments non conventionnels tels que de la ferraille et des machines industrielles comme sources sonores ; cependant, l'utilisation de ces objets par Test Dept est beaucoup plus rythmique que celle de Neubauten, et est souvent accompagnée de films et de diapositives. Le groupe se fait remarquer pour ses événements à grande échelle dans des lieux inhabituels et spécifiques, tels que le dépôt de maintenance de Bishopsbrige à la gare de Paddington, Arch 69 et Titan Arch près de la gare internationale de Waterloo (Londres), la gare de Cannon Street, le château de Stirling et les installations ferroviaires désaffectées de St Rollox à Glasgow. Test Dept est également actif sur la scène underground des cassettes des années 1980, nombre de leurs premiers albums n'étant disponibles que sur cassette.
Au tout début des années 1990, le groupe signe deux albums testaments[Quoi ?]. Pax Britanica, sorte d'oratorio aux sonorités symphoniques et industrielles fortement poétique, littéraire et politisé. Totalement inclassable et réussi. La version live Proven in action donnera un dernier aperçu de ce que le groupe était capable de faire en concert sans utiliser des instruments amplifiés et en utilisant uniquement la force humaine. Par la suite quelques albums sortent pendant les années 90 marquant un tournant nettement plus dansant et électronique, sans grand rapport avec les tout premiers albums du groupe nettement plus inspirés et provocateurs.
Le groupe recommence à jouer en 2014 sous le nom de Test Dept : Redux la formation actuelle comprend Zel Kaute, David Altweger, Charles Poulet, et s'enrichit d'interprètes supplémentaires pour les événements de grande envergure : Ashley Davies, Rob Lewis, Alex Nym et Franziska Anna Faust. D'autres concerts de Test Dept : Redux suivent en 2016, notamment le concert londonien soutenu par les électro-punks Feral Five. En 2017, le groupe organise un festival de trois jours appelé Assembly of Disturbance, présentant une exposition de manifestes et de films Culture is Not a Luxury, la sculpture de Malcolm Poynter Horseman of the Apocalypse , des conférenciers, des DJ et d'autres artistes contemporains, dont un nouveau projet Prolekult. En 2023, ils présentent le projet Furnace.

## Discographie
- 1982 : Ecstasy Under Duress
- 1984 : Shoulder to Shoulder (avec le Striking Miners' Choir)
- 1984 : Beating The Retreat (Some Bizzare)
- 1985 : Atonal and Hamburg, Live
- 1987 : The Unacceptable Face of Freedom (Some Bizzare)
- 1987 : A Good Night Out'
- 1988 : Terra Firma
- 1989 : Materia Prima
- 1989 : Gododdin
- 1990 : Pax Britannica
- 1991 : Proven in Action (Live 1990)
- 1995 : Totality
- 1995 : Legacy (1990-1993) : The Singles Plus More
- 1997 : Tactics for Evolution
- 2019 : Disturbance